# 서울신묵초등학교
서울신묵초등학교(서울新墨初等學校)는 대한민국 서울특별시 중랑구 동일로286길 46 (묵동)에 있는 초등학교다.

## 학교 연혁
- 1985년 5월 7일: 서울신묵국민학교로 개교
- 1996년 3월 2일: 서울신묵초등학교로 교명 개칭
- 2005년 10월 13일: 신묵 어린이 미술관 '아띠' 개관
- 2009년 8월 31일: 신축 건물로 이사
- 2009년 12월 17일: 개축교사 준공
- 2016년 3월 1일: 서울형 혁신학교 신규지정[2]
- 2025년(예정): 제 40회 입학&졸업식

## 참고 자료
- 서울신묵초등학교 - 한국교육학술정보원 학교알리미